# Université de Tilbourg
L'université de Tilbourg (en néerlandais : Universiteit van Tilburg, officiellement Tilburg University depuis 2010) est une université néerlandaise située à Tilbourg, au Brabant-Septentrional.

## Personnalités liées à l'université

### Étudiants
- Ernst Hirsch Ballin (1950), ministre de la Justice des Pays-Bas.
- Bente Becker (1985), femme politique, membre du Parti populaire libéral et démocrate (VVD)
- Birgit Conix (1965), femme d’affaires belge.
- Max Euwe (1901-1981), champion du monde d'échecs et président de la FIDE.
- Ruud Lubbers (1939-2018), Premier ministre des Pays-Bas et Haut commissaire des Nations unies pour les réfugiés.
- Geert Hofstede (1928), psychologue.
- Norbert Schmelzer (1921-2008), ministre des Affaires étrangères des Pays-Bas.
- Max van der Stoel (1924-2011), ministre des Affaires étrangères des Pays-Bas.
- Cees Veerman (1949), ministre de l'Agriculture des Pays-Bas.